# Diène
Pour les articles homonymes, voir Diène (homonymie).
Les diènes sont des hydrocarbures qui contiennent deux doubles liaisons.
Les diènes peuvent être répartis en 3 groupes en fonction des positions relatives des liaisons doubles :
- les diènes non conjugués ont leurs doubles liaisons séparées par deux ou plus liaisons simples ;
- les diènes conjugués ont leurs doubles liaisons séparées par une seule liaison simple ;
- les diènes cumulés, appelés allènes, ont leurs doubles liaisons portées par le même carbone.

Les composés qui contiennent plus de deux doubles liaisons sont appelés polyènes.
Le terme dioléfine était le nom donné par le passé aux diènes ; bien qu'encore employé, ce terme tombe de plus en plus en désuétude.
Le diène conjugué le plus simple est le buta-1,3-diène (butadiène) :
.
La configuration 1,3 de la double liaison carbone-carbone trouvée dans le buta-1,3-diène (double liaison conjuguée) rend ces types de diènes capables de participation dans plus de types de réaction que pour le cas de molécules avec seulement un groupe fonctionnel alkène simple ou multiple, mais la non-alternance alkène des groupes. Une réaction possible pour les diènes est la réaction de Diels-Alder.
Le cyclopentadiène est un autre exemple de diène.
Les diènes sont surtout utilisés pour synthétiser des polymères insaturés jouant surtout le rôle d'élastomères :
- butadiène : polybutadiène (sigle BR pour Butadiene Rubber), polybutadiène hydroxytéléchélique (PBHT), poly(acrylonitrile-co-butadiène) (« caoutchouc nitrile », NBR), poly(styrène-co-butadiène) (SBR), poly(styrène-bloc-butadiène) (SBS), poly(acrylonitrile-co-butadiène-co-styrène) (ABS) ;
- isoprène : polyterpènes naturels : cis-1,4-polyisoprène (caoutchouc naturel) et trans-1,4-polyisoprène (gutta-percha) ; polyisoprène synthétique (IR), poly(isobutène-co-isoprène) (« caoutchouc butyle ») ;
- chloroprène : polychloroprène.